# Queso de cabra transmontano

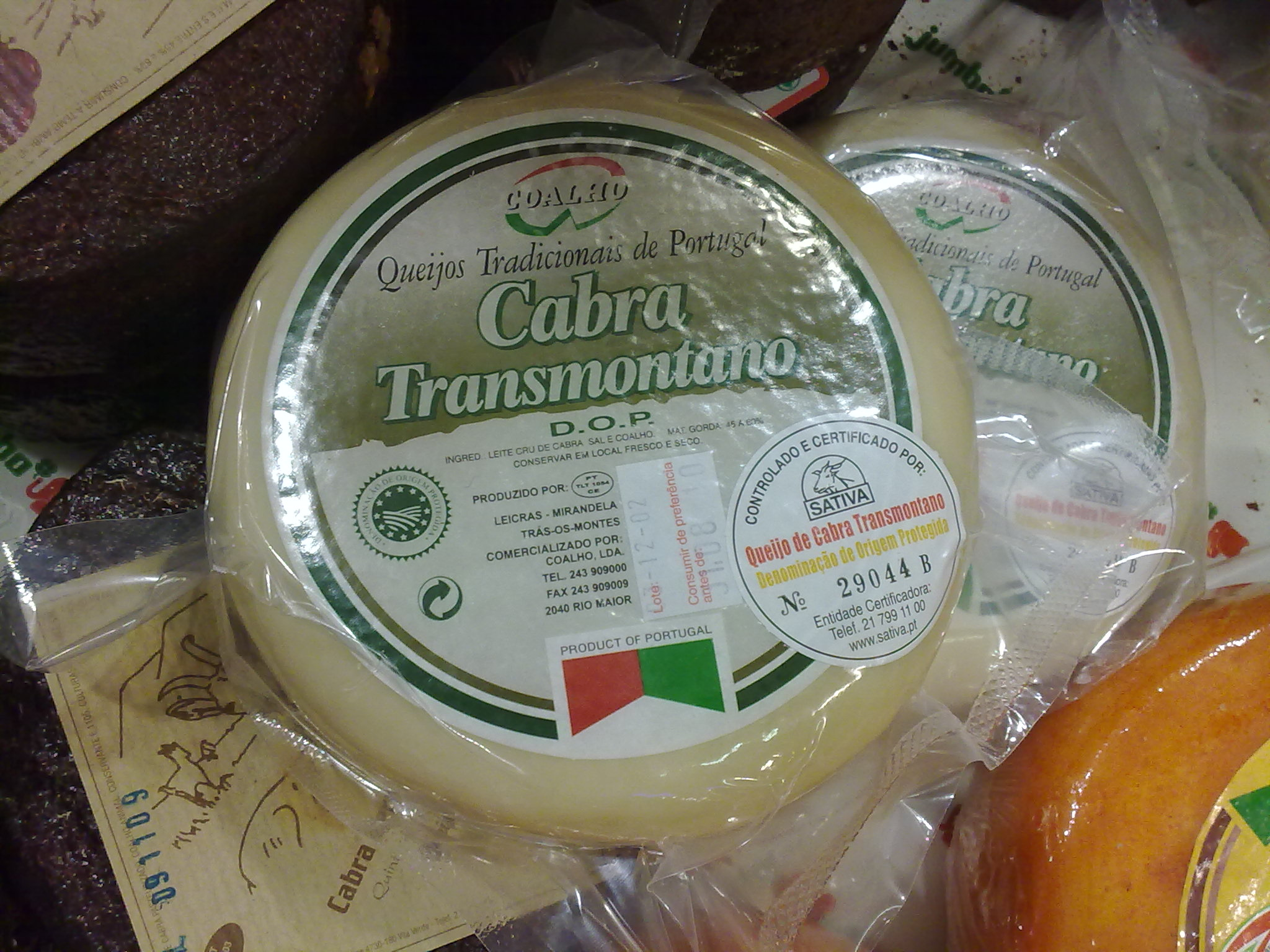
Queijo de cabra transmontano.

El queso de cabra transmontano (en portugués Queijo de cabra transmontano) es un queso portugués con denominación de origen protegida a nivel europeo.
Se elabora con leche cruda de cabra de Trás-os-Montes. El área de producción se extiende por los municipios de Mirandela, Macedo de Cavaleiros, Alfândega da Fé, Carrazeda de Ansiães, Vila Flor, Torre de Moncorvo, Freixo de Espada à Cinta y Mogadouro del distrito de Braganza y los de Valpaços y Murça del distrito de Vila Real. 
Se coagula con cuajo animal. El añejamiento lleva un mínimo de 60 días. Durante este tiempo se da la vuelta y se lavan. Forma de cilindro bajo de 3-6 centímetros, regular, sin bordes definidos. Comercialmente puede presentarse con un peso entre 600 y 900 gramos. Se trata de un queso curado muy duro, de aroma fuerte y sabor ligeramente picante.